# Idarcturus hedgpethi
Idarcturus hedgpethi är en kräftdjursart som beskrevs av Menzies 1951. Idarcturus hedgpethi ingår i släktet Idarcturus och familjen Arcturidae. Inga underarter finns listade i Catalogue of Life.